# Луїджі Бурландо
Луїджі Бурландо (італ. Luigi Burlando; 23 січня 1899, Генуя, Італія — 12 грудня 1967, там же) — італійський футболіст, захисник, півзахисник.
Насамперед відомий виступами за клуб «Дженоа».

## Ігрова кар'єра
У дорослому футболі дебютував 1918 року виступами за команду клубу «Андреа Доріа», в якій провів два сезони.
1920 року перейшов до іншого генуезького клубу «Дженоа», за який відіграв 12 сезонів. Завершив професійну кар'єру футболіста виступами за команду «Дженоа» у 1932 році.

## Виступи за збірну
1920 року дебютував в офіційних матчах у складі національної збірної Італії. Протягом кар'єри у національній команді, яка тривала шість років, провів у формі головної команди країни 19 матчів, відзначився одним забитим голом. У складі збірної був учасником  футбольних турнірів на Олімпійських іграх 1920 року в Антверпені, а також на Олімпійських іграх 1924 року у Парижі.
| Дата       | Місто     | Господарі      | Результат | Гості          | Турнір                | Голи | Примітки |
| ---------- | --------- | -------------- | --------- | -------------- | --------------------- | ---- | -------- |
| 31/08/1920 | Антверпен | Норвегія       | 1 – 2     | Італія         | ОІ 1920               | -    |          |
| 20/02/1921 | Марсель   | Франція        | 1 – 2     | Італія         | товариський матч      | -    |          |
| 05/05/1921 | Антверпен | Бельгія        | 2 – 3     | Італія         | товариський матч      | -    |          |
| 08/05/1921 | Амстердам | Нідерланди     | 2 – 2     | Італія         | товариський матч      | -    |          |
| 15/01/1922 | Мілан     | Італія         | 3 – 3     | Австрія        | товариський матч      | -    |          |
| 26/02/1922 | Турин     | Італія         | 1 – 1     | Чехословаччина | товариський матч      | -    |          |
| 21/05/1922 | Мілан     | Італія         | 4 – 2     | Бельгія        | товариський матч      | 1    |          |
| 01/01/1923 | Мілан     | Італія         | 3 – 1     | Німеччини      | товариський матч      | -    |          |
| 04/03/1923 | Генуя     | Італія         | 0 – 0     | Угорщина       | товариський матч      | -    |          |
| 15/04/1923 | Відень    | Австрія        | 0 – 0     | Італія         | товариський матч      | -    |          |
| 27/05/1923 | Прага     | Чехословаччина | 5 – 1     | Італія         | товариський матч      | -    |          |
| 20/01/1924 | Генуя     | Італія         | 0 – 4     | Австрія        | товариський матч      | -    |          |
| 09/03/1924 | Мілан     | Італія         | 0 – 0     | Іспанія        | товариський матч      | -    |          |
| 25/05/1924 | Париж     | Італія         | 1 – 0     | Іспанія        | ОІ 1924               | -    |          |
| 02/06/1924 | Париж     | Швейцарія      | 2 – 1     | Італія         | ОІ 1924 - чвертьфінал | -    |          |
| 16/11/1924 | Мілан     | Італія         | 2 – 2     | Швеція         | товариський матч      | -    |          |
| 23/11/1924 | Дуйсбург  | Німеччини      | 0 – 1     | Італія         | товариський матч      | -    |          |
| 14/06/1925 | Валенсія  | Іспанія        | 1 – 0     | Італія         | товариський матч      | -    |          |
| 18/06/1925 | Лісабон   | Португалія     | 1 – 0     | Італія         | товариський матч      | -    |          |
| Усього     |           | Матчів         | 19        |                | Голів                 | 1    |          |